# Linia 7 metra w Szanghaju

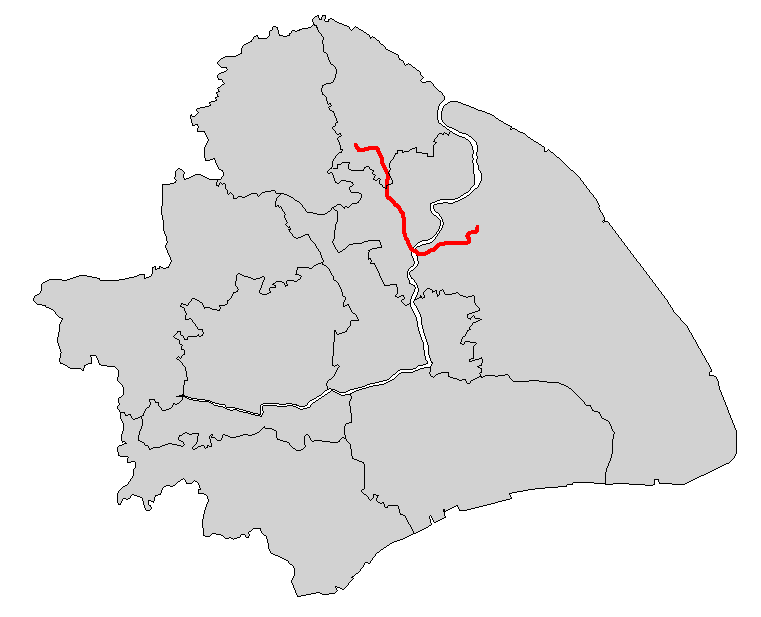
Przebieg linii

Linia 7 – linia metra w Szanghaju, w Chinach. Łączy rejon Baoshan przez centrum miasta z Pudong i terenami Expo 2010. Obecnie biegnie od Meilanhu w Baoshan do Huamu Lu w Pudong, która jest w pobliżu Shanghai New International Expo Center.